# Demografia de Moçambique
Moçambique tem, de acordo com os resultados estimados de 2019, cerca de 30 milhões de habitantes.Com uma superfície de 799 380km², o país tem uma densidade populacional de 36,1 habitantes por km².
Segundo o censo de 2007 a população urbana era equivalente a 30% do total e e a taxa de masculinidade era de 92,7.
Evolução da população
| Ano do censo | População  | Variação  | %    |
| ------------ | ---------- | --------- | ---- |
| 1980         | 12 130 000 | -         | -    |
| 1997         | 16 099 246 | 3 969 246 | 32,7 |
| 2007         | 20 579 265 | 4 480 019 | 27,8 |
| 2017         | 28 861 863 | 8 282 598 | 28,7 |

Moçambique é um país de composição racial quase completamente negra, 99% da população total de acordo com o censo de 2007. O restante 1% dividia-se entre mestiços com 0,45%, brancos e indianos com 0,08% cada, outras raças com 0,03% e 0,4% cuja raça era desconhecida.
O país é multi-étnico, e os principais grupos, medidos pela língua materna, são o Emakhuwa com 25,3%, Xichangana com 10,3%, Cisena com 7,5%, Elomwe com 7%, Echuwabo com 5,1% e 30,1% outras línguas maternas moçambicanas. De notar que o português era a língua materna de 10,7% da população.
Antes da independência (1975), a população total passou de 7 milhões, em 1960, para 9 milhões de habitantes em 1970.
Em 1960, a população branca era de 97 268 pessoas. Em 1975 viviam em Moçambique cerca de 200 000 os portugueses, na sua maioria ligados funcionalismo público, empresas portuguesas e internacionais, mas também à agricultura e pequeno comércio. A comunidade indiana, em 1975, ligada ao comércio calcula-se que fossem entre 20 000 e 30 000 habitantes.
Por alturas da independência existia uma pequena comunidade chinesa de cerca de 4 000 pessoas, concentrada em Maputo e na Beira, dedicando-se sobretudo ao pequeno comércio. Os negros constituíam cerca de 98% da população. Os mestiços seriam cerca de 0,5% do total.

## População por província
Moçambique está dividido em 11 províncias, com uma distribuição da população desigual.
| Chave do Mapa | Província       | Capital   | Área (km2) | População (censo 1980) | População (censo 1997) | População (censo 2007) | População (censo 2017) |
| ------------- | --------------- | --------- | ---------- | ---------------------- | ---------------------- | ---------------------- | ---------------------- |
| 2             | Cabo Delgado    | Pemba     | 82,625     | 940,000                | 1,287,814              | 1,634,162              | 2,333,278              |
| 9             | Gaza            | Xai-Xai   | 75,709     | 990,900                | 1,062,380              | 1,236,284              | 1,446,654              |
| 8             | Inhambane       | Inhambane | 68,615     | 997,600                | 1,123,079              | 1,304,820              | 1,496,824              |
| 6             | Manica          | Chimoio   | 61,661     | 641,200                | 974,208                | 1,438,386              | 1,911,237              |
| 11            | Maputo (cidade) | -         | 300        | 755,300                | 966,837                | 1,111,638              | 1,101,170              |
| 10            | Maputo          | Matola    | 26,058     | 491,800                | 806,179                | 1,225,489              | 2,507,098              |
| 3             | Nampula         | Nampula   | 81,606     | 2,402,700              | 2,975,747              | 3,985,613              | 6,102,867              |
| 1             | Niassa          | Lichinga  | 129,056    | 514,100                | 756,287                | 1,213,398              | 1,865,976              |
| 7             | Sofala          | Beira     | 68,018     | 1,065,200              | 1,289,390              | 1,685,663              | 2,221,803              |
| 5             | Tete            | Tete      | 100,724    | 831,000                | 1,144,604              | 1,807,485              | 2,764,169              |
| 4             | Zambézia        | Quelimane | 105,008    | 2,500,200              | 2,891,809              | 3,890,453              | 5,110,787              |

## Cidades mais populosas
Cerca de 30% da população concentra-se nas áreas urbanas. As principais cidades são Maputo, Matola (ambas parte da área metropolitana de Maputo), Beira (298 800) e Nampula.